# Sofia Kenin
Sofia Anna "Sonya" Kenin (nascida em 14 de novembro de 1998), nome nativo Sofia Aleksandrovna Kenina, é uma tenista profissional americana. Nasceu na Rússia, mas trocou de país após alguns meses de vida, com a família.
Chegou ao ranking mais alto de 4ª do mundo em simples. Kenin conquistou o Australian Open de 2020, sendo a mais jovem norte-americana a atingir esse feito desde Serena Williams no US Open de 1999.
Possui cinco títulos de simples e dois de duplas, incluindo neste um Premier Mandatory com a compatriota Bethanie Mattek-Sands no WTA de Pequim de 2019.
No juvenil, levou um Orange Bowl e ajudou seu país no título da Fed Cup de 2014. Foi vice no US Open de 2015.

## Juventude e antecedentes
Sofia Kenin nasceu em Moscou, filha de Alexander e Svetlana Kenin. Sua família mudou-se para os Estados Unidos alguns meses depois de seu nascimento. Eles já haviam deixado a então União Soviética para viver na cidade de Nova York em 1987, mas retornaram à Rússia para o nascimento de Kenin, para que outros membros da família pudessem ajudar a criá-la inicialmente. Sua mãe havia trabalhado como enfermeira na União Soviética e seus pais tinham apenas US$ 286 quando se mudaram para os Estados Unidos.
Kenin começou a jogar tênis aos cinco anos de idade, inspirando-se em seu pai, que jogava de forma recreativa. Seus pais reconheceram seu potencial e providenciaram para que ela começasse a treinar com Rick Macci [en] no condado de Broward, Flórida. Macci treinou Kenin por sete anos até os 12 anos. Ele comentou: "Naquela época [quando Kenin tinha cinco anos], eu disse que Sofia era a criaturinha mais assustadora que eu já tinha visto. Era único: a coordenação mão-olho e sua capacidade de pegar a bola imediatamente após o lançamento. Tenho muitas crianças que fazem isso, mas era quase como se já estivesse preparada, embora ela fosse pequena e a raquete fosse maior que ela. A única jogadora que vi assim foi a [ex-nº 1 do mundo] Martina Hingis." Kenin também trabalhou com Nick Bollettieri. Seu treinador principal sempre foi seu pai até maio de 2021.
Kenin teve sucesso no tênis ainda jovem, o que atraiu ampla atenção na comunidade do tênis e ajudou a colocá-la nas capas de revistas de tênis. Kenin começou a jogar em torneios femininos de até 10 anos da United States Tennis Association (USTA) aos sete anos de idade e se tornou a jogadora com melhor classificação na Flórida nessa divisão. Mais tarde, ela foi classificada em primeiro lugar no ranking nacional da USTA para cada uma das divisões de 12, 14, 16 e 18 anos ou menos. Kenin teve a oportunidade de interagir com tenistas profissionais da ATP e WTA quando criança, incluindo rebatidas com Anna Kournikova aos sete anos, fazendo parceria com Jim Courier contra Venus Williams e Todd Martin como parte de um evento de exibição, e receber um tour no Miami Open de Kim Clijsters.

## Carreira júnior
Kenin alcançou o o segundo lugar no ranking júnior da ITF na carreira. Ela começou a jogar em eventos de Grau 4 de baixo nível no Circuito ITF Júnior em 2012, aos 13 anos. Depois de ganhar seus primeiros títulos em simples e duplas em 2013, ela progrediu para torneios de Grau 1. No final do ano, ela fez sua estreia em torneios de Grau A no Orange Bowl, alcançando as semifinais em simples e terminando como vice-campeã em duplas com Kaitlyn McCarthy para Tornado Alicia Black [en] e Naiktha Bains [en]. Kenin fez sua estreia júnior no Grand Slam em 2014, mas registrou apenas uma vitória em partidas individuais enquanto jogava nos últimos três eventos do ano. Após o US Open, Kenin representou os Estados Unidos na Junior Fed Cup junto com CiCi Bellis e Black. A equipe venceu o torneio, vencendo a Eslováquia por 3 a 0 na final. Kenin ficou invicta em suas cinco partidas, todas em duplas. Seu próximo sucesso veio no final do ano, quando ela venceu o Orange Bowl, derrotando Bellis e Ingrid Neel [en] nas duas últimas rodadas.
Kenin aproveitou esse sucesso em 2015 ao vencer o "USTA International Spring Championships", um torneio de Grau 1. Durante o verão, ela venceu o "USTA Girls 18s National Championship" como a terceira cabeça de chave, derrotando a primeira cabeça de chave, Black, na final. Com o título, ela ganhou um "wild card" para a chave principal do US Open de 2015. Kenin também participou do evento júnior do US Open e terminou como vice-campeã atrás de Dalma Gálfi, seu melhor desempenho em um evento júnior do Grand Slam. Este resultado ajudou-a a subir para o segundo lugar no mundo até o final do ano. Kenin continuou a jogar no tour júnior em 2016, enquanto jogava principalmente em eventos profissionais no Circuito Feminino da ITF. No US Open, ela novamente produziu um de seus melhores resultados do ano, perdendo nas semifinais para Viktória Hrunčáková [en], após derrotar a cabeça de chave número 1, Anastasia Potapova, na rodada anterior.

## Carreira profissional

### 2023: Duas terceiras rodadas em WTA 1000, vitória entre as 5 primeiras, volta ao top 125
Kenin começou sua temporada no Auckland Open, derrotando Wang Xinyu na primeira rodada antes de perder para a cabeça de chave e eventual campeã Coco Gauff. Em seguida, ela alcançou sua primeira semifinal em nível de tour desde o Aberto da França de 2020 no Hobart International. Ela perdeu para Elisabetta Cocciaretto em três sets. No Australian Open, ela perdeu na primeira rodada para Victoria Azarenka em uma partida que durou mais de duas horas. Ela também perdeu na primeira rodada do Linz Open para Jule Niemeier [en].
Ela registrou sua primeira vitória entre as 20 primeiras, novamente desde o Aberto da França de 2020, ao derrotar a número 15 do mundo, Liudmila Samsonova, no Qatar Ladies Open, em dois sets. Ela então perdeu para Veronika Kudermetova na segunda rodada. Ela perdeu na primeira rodada em Dubai para Marie Bouzková. Ela derrotou Sloane Stephens na primeira rodada  em Indian Wells, mas perdeu para a eventual campeã Elena Rybakina na segunda em dois sets disputados. No Miami Open ela deu um passo além, derrotando Storm Hunter e a 28ª cabeça de chave Anhelina Kalinina para chegar à terceira rodada; ela então perdeu para Bianca Andreescu. Como resultado, ela voltou para o top 150 no ranking.
Kenin derrotou Aliaksandra Sasnovich em Charleston para abrir sua temporada no saibro, antes de perder para Irina-Camelia Begu. Ela foi derrotada por Maryna Zanevska na primeira rodada do Madrid Open.
No Aberto da Itália, Kenin derrotou Cristina Bucșa na primeira rodada. Ela então registrou uma das maiores vitórias de sua carreira ao derrotar a número 2 do mundo e defensora do título de Madri, Aryna Sabalenka, em dois sets na segunda rodada. Esta foi sua primeira vitória entre as 5 primeiras desde que derrotou a número 1 do mundo, Ashleigh Barty, no Australian Open de 2020, durante sua corrida ao título.
Ela passou pelas três rodadas da qualificatória para chegar à chave principal em Wimbledon. Na primeira rodada, ela derrotou a sétima cabeça-de-chave Coco Gauff. Na segunda ela venceu Wang Xinyu, mas perdeu na terceira para a eventual semifinalista Elina Svitolina.
De volta às quadras duras na América do norte, Kenin perdeu na segunda rodada do US Open para Daria Kasatkina em jogo de três sets. No torneio seguinte em San Diego Kenin teve uma performance muito melhor, passando por Veronika Kudermetova,  Katie Volynets, Anastasia Potapova e  Emma Navarro para chegar à final, onde perdeu para Barbora Krejcikova em jogo de três sets. O próximo torneio foi o Guadalajara Open no qual Kenin chegou à semifinal onde perdeu para  Caroline Dolehide em sets diretos.
Depois disso, Kenin partiu para a temporada asiática onde participou do China Open e do Korea Open sem obter sucesso, foi eliminada de ambos os torneios em jogos de sets diretos na primeira rodada.
No final do ano, Kenin participou da World Tennis League, e acabou sendo figura de destaque na conquita do campeonato pela sua equipe a "Eagles", sendo eleita "a melhor das finais".

### 2024
Kenin iniciou a temporada sem nenhum destaque nas simples, porém nas duplas, conseguiu dois títulos em parceria com Bethanie Mattek-Sands: no Abu Dhabi Open e no Miami Open.
Kenin deu início à temporada em quadras de saibro no Charleston Open onde não passou da primeira rodada. Logo depois, participou do Aberto de Madri, no qual também não passou da primeira rodada. Já no Aberto de Roma, ela venceu Lucia Bronzetti na primeira rodada em sets diretos, surpreendeu e venceu a cabeça de chave N° 8, Ons Jabeur, na segunda em jogo de três sets, mas na terceira, foi surpreendida e perdeu para a vinda da qualificatória, Rebecca Šramková [en], também em jogo de três sets. Tentou o Internationaux de Strasbourg, mas não passou pela qualificatória. Já no Aberto da França, venceu Laura Siegemund, na primeira rodada em jogo de três sets, venceu a cabeça de chave N° 21 Caroline Garcia, na segunda, em sets diretos, mas perdeu na terceira para Clara Tauson, também em sets diretos.
Kenin começou a temporada em quadras de grama tentando o Rothesay International, no qual, depois de passar pela qualificatória, ficou de "bye" na primeira rodada mas perdeu para a "wild card" local, Harriet Dart, em jogo de três sets. Em seguida, participou do Torneio de Wimbledon, no qual enfrentou a primeira do ranking, Iga Swiatek, na primeira rodada, jogo que perdeu em sets diretos.
De volta às quadras duras na América do norte, Kenin ficou na primeira rodada no Washington DC Open e no Aberto do Canadá, em Cleveland, chegou à segunda rodada e o mesmo aconteceu no US Open.
Kenin iniciou o giro asiático sem muito sucesso, perdendo na primeira rodada em Wuhan e em Osaka. Já no torneio de Tóquio, seu desempenho melhorou muito. Passou por Wang Xinyu, por Clara Tauson, por Daria Kasatkina nas quartas de final e por Katie Boulter na semifinal para chegar à final. Na final, enfrentou Zheng Qinwen, jogo que perdeu em sets diretos, ficando com o vice-campeonato.

## Finais

### Circuito WTA
| Categoria         | S   | D   | DM  |
| ----------------- | --- | --- | --- |
| Grand Slam        | 1–1 | 0–0 | 0–0 |
| Fim de temporada  | 0–0 | 0–0 | —   |
| Jogos Olímpicos   | 0–0 | 0–0 | 0–0 |
| Premier Mandatory | 0–0 | 1–0 | —   |
| Premier 5         | 0–0 | 0–0 | —   |
| Premier           | 0–0 | 0–0 | —   |
| International     | 4–1 | 1–0 | —   |

| Piso    | S   | D   | DM  |
| ------- | --- | --- | --- |
| duro    | 4–1 | 2–0 | 0–0 |
| saibro  | 0–1 | 0–0 | 0–0 |
| grama   | 1–0 | 0–0 | 0–0 |
| carpete | 0–0 | 0–0 | 0–0 |

#### Simples: 7 (5 títulos, 2 vices)
| Status | V–D | Data                  | Torneio                              | Cidade/país          | Categoria     | Piso           | Adversária                | Resultado       |
| ------ | --- | --------------------- | ------------------------------------ | -------------------- | ------------- | -------------- | ------------------------- | --------------- |
| Perdeu | 5–2 | 10 de outubro de 2020 | Torneio de Roland Garros             | Paris, França        | Grand Slam    | saibro         | Iga Świątek               | 4–6, 1–6        |
| Venceu | 5–1 | 8 março de 2020       | Open 6ème Sens                       | Lyon, França         | International | duro (coberto) | Anna-Lena Friedsam        | 6–2, 4–6, 6–4   |
| Venceu | 4–1 | 1º fevereiro de 2020  | Australian Open                      | Melbourne, Austrália | Grand Slam    | duro           | Garbiñe Muguruza          | 4–6, 6–2, 6–2   |
| Venceu | 3–1 | 21 setembro de 2019   | Guangzhou International Women's Open | Cantão, China        | International | duro           | Samantha Stosur           | 46–7, 6–4, 6–2  |
| Venceu | 2–1 | 23 junho de 2019      | Mallorca Open                        | Maiorca, Espanha     | International | grama          | Belinda Bencic            | 26–7, 7–65, 6–4 |
| Perdeu | 1–1 | 3 março de 2019       | Abierto Mexicano Telcel              | Acapulco, México     | International | duro           | Wang Yafan                | 6–2, 3–6, 5–7   |
| Venceu | 1–0 | 12 janeiro de 2019    | Hobart International                 | Melbourne, Austrália | International | duro           | Anna Karolína Schmiedlová | 6–3, 6–0        |

#### Duplas: 2 (2 títulos)
| Status | V–D | Data            | Torneio     | Cidade/país             | Categoria         | Piso | Parceira              | Adversárias                        | Resultado         |
| ------ | --- | --------------- | ----------- | ----------------------- | ----------------- | ---- | --------------------- | ---------------------------------- | ----------------- |
| Venceu | 2–0 | Outubro de 2019 | China Open  | Pequim, China           | Premier Mandatory | duro | Bethanie Mattek-Sands | Jeļena Ostapenko Dayana Yastremska | 6–3, 56–7, [10–7] |
| Venceu | 1–0 | Janeiro de 2019 | ASB Classic | Auckland, Nova Zelândia | International     | duro | Eugenie Bouchard      | Paige Hourigan Taylor Townsend     | 1–6, 6–1, [10–7]  |

### Circuito ITF

#### Simples: 8 (4 títulos, 4 vices)
| Status | V–D | Data            | Cidade/país                   | Categoria | Piso   | Adversária          | Resultado      |
| ------ | --- | --------------- | ----------------------------- | --------- | ------ | ------------------- | -------------- |
| Venceu | 4–4 | Julho de 2018   | Berkeley, Estados Unidos      | 60.000    | duro   | Nicole Gibbs        | 6–0, 6–4       |
| Perdeu | 3–4 | Agosto de 2017  | Lexington, Estados Unidos     | 60.000    | duro   | Grace Min           | 4–6, 1–6       |
| Venceu | 3–3 | Julho de 2017   | Stockton, Estados Unidos      | 60.000    | duro   | Ashley Kratzer      | 6–0, 6–1       |
| Perdeu | 2–3 | Janeiro de 2017 | Orlando, Estados Unidos       | 25.000    | saibro | Katarzyna Piter     | 7–64, 2–6, 4–6 |
| Perdeu | 2–2 | Outubro de 2016 | Las Vegas, Estados Unidos     | 60.000    | duro   | Alison Van Uytvanck | 6–3, 46–7, 2–6 |
| Venceu | 2–1 | Julho de 2016   | Sacramento, Estados Unidos    | 50.000    | duro   | Grace Min           | 4–6, 6–1, 6–4  |
| Venceu | 1–1 | Janeiro de 2016 | Wesley Chapel, Estados Unidos | 25.000    | saibro | Jesika Malečková    | 6–2, 6–2       |
| Perdeu | 0–1 | Março de 2015   | Gainesville, Estados Unidos   | 10.000    | saibro | Katerina Stewart    | 4–6 ,6-4, 4–6  |

#### Duplas: 6 (2 títulos, 4 vices)
| Status | V–D | Data              | Cidade/país                   | Categoria | Piso   | Parceira              | Adversárias                          | Resultado        |
| ------ | --- | ----------------- | ----------------------------- | --------- | ------ | --------------------- | ------------------------------------ | ---------------- |
| Perdeu | 2–4 | Abril de 2018     | Dohan, Estados Unidos         | 80.000    | saibro | Jamie Loeb            | Alexa Guarachi Erin Routliffe        | 4–6, 6–2, [9–11] |
| Venceu | 2–3 | Novembro de 2017  | Waco, Estados Unidos          | 80.000    | duro   | Anastasiya Komardina  | Jessica Pegula Taylor Townsend       | 7–5, 5–7, [11–9] |
| Venceu | 1–3 | Julho de 2017     | Stockton, Estados Unidos      | 60.000    | duro   | Usue Maitane Arconada | Tammi Patterson Chanel Simmonds      | 4–6, 6–1, [10–5] |
| Perdeu | 0–3 | Fevereiro de 2017 | Surprise, Estados Unidos      | 25.000    | duro   | Usue Maitane Arconada | Mariana Duque Mariño Nadia Podoroska | 6–4, 0–6, [5–10] |
| Perdeu | 0–2 | Janeiro de 2017   | Wesley Chapel, Estados Unidos | 25.000    | saibro | Elizabeth Halbauer    | Chanel Simmonds Renata Zarazúa       | 2–6, 56–7        |
| Perdeu | 0–1 | Março de 2015     | Gainesville, Estados Unidos   | 10.000    | saibro | Marie Norris          | Ingrid Neel Fanny Stollár            | 3–6, 3–6         |

### Grand Slam juvenil

#### Simples: 1 (1 vice)
| Status | V–D | Data             | Torneio | Cidade/país               | Piso | Adversária  | Resultado |
| ------ | --- | ---------------- | ------- | ------------------------- | ---- | ----------- | --------- |
| Perdeu | 0–1 | Setembro de 2015 | US Open | Nova York, Estados Unidos | duro | Dalma Gálfi | 5–7, 4–6  |